# Jean-Christophe Matata
Pour les articles homonymes, voir Matata.
Jean-Christophe Matata était un chanteur  un auteur-compositeur-interprète burundais né le 20 octobre 1960 à Bujumbura et mort le 3 janvier 2011 au Cap, en Afrique du Sud Jean-Christophe Matata meurt à l’âge de 50 ans d’une maladie du poumon gauche, laissant derrière lui une femme et deux enfants, Jean-Armel Matata (également artiste) et Kallista.Chanteur de zouk, reggae, afrobeat et musiques traditionnelles, en kirundi, kinyarwanda, kiswahili, français et anglais, il a rencontré un grand succès dans les pays d'Afrique centrale.

## Biographie
Jean-Christophe Matata est né le 20 octobre 1960 d'un père congolais et d'une mère rwandaise, dans un quartier  que l'on  appelle Kinama  du province de Bujumbura, au Burundi. Il s'est lancé très tôt dans la chanson, d'abord au sein d'un orchestre local, puis avec Mihingo en 1979, et enfin avec l'Africa Nil Band à partir de 1984.
Il s'est installé en 1984 (ou 1986) à Kigali, au Rwanda, où son premier album, Amaso akunda’ Ntabona neza, a remporté un gros succès dès sa sortie en 1987. En 1989, il a été retenu pour le Prix Découvertes de Radio France internationale. Il est rentré au Burundi au moment des premières attaques du Front patriotique rwandais en exil (octobre 1990).
Il chante "Twese turi bamwe", une chanson d'appel à l'unité, la fraternité et la paix, en synergie avec d'autres grands artistes musiciens du Burundi comme Canjo Amissi, Ngabo Léonce, Bouddy Magloire, Africa Nova, Rose Marie Twagirayezu, Bigirimamna Lambert, Sadi, Leonard, etc. Il s'est installé en 1991 en Belgique, où il a poursuivi une carrière de chanteur et de producteur, ne revenant au Burundi qu'en 2007 (ou 2009).
Il est mort le 3 janvier 2011 au Cap, au cours d'une tournée en Afrique du Sud, d'une infection respiratoire (peut-être une pneumonie). Il a été enterré le 13 janvier à Bujumbura. Le lendemain, le Burundi lui a rendu un hommage national.

## Discographie
- 1987 :
  - Amaso akunda’ Ntabona neza
  - Ihorere Ntusarare
  - Umpora iki ?
- 1988 : Murantunga
- 1990 : N’I Nyagasambu rirarema
- 1997 : Nyaranja
- 1999 : 99% ZOUK
- 2002 :  Genève Ville Sans Ghetto